# Marmelópolis
Marmelópolis é um município brasileiro do estado de Minas Gerais, na microrregião de Itajubá. A área é de 107,902 km² e, segundo a estimativa do Instituto Brasileiro de Geografia e Estatística (IBGE), a população em julho de 2024 era de 3 299 habitantes, com densidade demográfica de 29,66 habitantes por quilômetro quadrado. Quem nasce no município é marmelopolense.
O município integra o Circuito Turístico Caminhos do Sul de Minas e tem a totalidade de seu território pertencente à APA Serra da Mantiqueira, abrigando também uma RPPN - Reserva Particular do Patrimônio Natural - (RPPN da Terra da Pedra Montada). Anualmente, em março, a cidade sedia a Festa do Marmelo, a fim de promover a principal cultura da cidade.

## Geografia
Marmelópolis está situada na Serra da Mantiqueira, próxima a grandes elevações como o Pico dos Marins (2.422 m), um dos pontos mais altos da serra, e o Pico do Marinzinho (2.393 m). A paisagem do município é constituída por cachoeiras, araucárias, vales, picos e trilhas ecológicas.
Os municípios limítrofes são Virgínia e Passa Quatro a nordeste, Cruzeiro (SP) e Piquete (SP) a sudeste e Delfim Moreira a oeste.
É cortada pelo Córrego da Cata, afluente do Rio Lourenço Velho, que passa pela zona rural, divisando Marmelópolis com Passa Quatro e Virgínia.

## Clima
Marmelópolis possui um clima Tropical de Altitude tipo Cwb, apresentando verões suaves amenizados pela altitude da Serra da Mantiqueira e pela alta pluviosidade da estação. Seus invernos são secos e frios, (submetidos a forte geadas), devido à redução de chuva ocorrida durante o outono entre o fim de março até o fim de junho. O outono e a primavera são estações de transição entre o inverno e o verão e vice-versa.

## História
O rio Santo Antônio foi uma importante via de acesso das bandeiras que penetravam no território das Minas Gerais, durante o ciclo do ouro. Ao redor das lavras de um certo Moniz Pinto Coelho da Cunha, em um terreno doado por Antônio Garcia Velho, se formou um arraial, que é elevado à freguesia de Nossa Senhora da Soledade de Itajubá em 1757. A freguesia de Nossa Senhora da Soledade de Itajubá transformou-se no município de Delfim Moreira, cujo povoado de Queimada é elevado à categoria de distrito em 1953, originando o município de Marmelópolis em 1962.